# بانکر هیل ویلج (تگزاس)
بانکر هیل ویلج، تگزاس(به انگلیسی: Bunker Hill Village, Texas) شهری در ایالت تگزاس از ایالات جنوبی ایالات متحده آمریکا است. در سرشماری سال ۲۰۰۰، جمعیت این شهر ۳۶۵۴ نفر اعلام شد.